# Elias Ymer
Elias Ymer (Skara, 10 d'abril de 1996) és un tennista suec d'ascendència etíop. És germà gran del també tennista Mikael Ymer.
En el seu palmarès consta un títol de dobles masculins del circuit ATP. Va arribar a ocupar el 105è lloc del rànquing individual del món i el 188è lloc del rànquing de dobles. Va formar part de l'equip suec de Copa Davis en diverses ocasions.

## Palmarès

### Dobles masculins: 1 (1−0)
| Llegenda (pre/post 2009)                                 |
| -------------------------------------------------------- |
| Grand Slams (0−0)                                        |
| Tennis Masters Cup / ATP Finals (0−0)                    |
| ATP Masters Series / ATP World Tour Masters 1000 (0−0)   |
| ATP International Series Gold / ATP World Tour 500 (0−0) |
| ATP International Series / ATP World Tour 250 (1−0)      |

| Títols per superfície |
| --------------------- |
| Dura (1−0)            |
| Gespa (0−0)           |
| Terra batuda (0−0)    |

| Resultat  | Núm. | Data                 | Torneig          | Superfície | Parella     | Oponents                 | Marcador |
| --------- | ---- | -------------------- | ---------------- | ---------- | ----------- | ------------------------ | -------- |
| Guanyador | 1.   | 23 d'octubre de 2016 | Estocolm, Suècia | Dura (i)   | Mikael Ymer | Mate Pavić Michael Venus | 6−1, 6−1 |

## Trajectòria

### Individual
| Open d'Austràlia | A   | 1R  | Q1  | Q1  | 1R  | A   | A   | 1R  | Q3  | Q2 | Q1 | 0 / 3   | 0 − 3   |
| Roland Garros | A   | 1R  | Q2  | Q2  | 2R  | Q1  | Q2  | Q1  | Q1  | 1R |    | 0 / 3   | 1 − 3   |
| Wimbledon | A   | 1R  | A   | Q2  | Q1  | Q1  | NC  | Q1  | 1R  | Q2 |    | 0 / 2   | 0 − 2   |
| US Open | A   | 1R  | A   | A   | Q1  | Q1  | A   | Q1  | Q1  | Q1 |    | 0 / 1   | 0 − 1   |
| Total Victòries−Derrotes                                                                                                   | 2−5 | 4−9 | 2−9 | 4−5 | 5−9 | 1−7 | 0−1 | 5−8 | 6−2 |    |    | 30 – 57 | 30 – 57 |
| Rànquing a final d'any | 228 | 136 | 160 | 144 | 115 | 176 | 205 | 171 |     |    |    |         |         |
| Llegenda: G: Guanyador; F: Finalista; SF: Semifinalista; QF: Quarts de final; Q: Qualificació; A: Absent; RR: Round Robin; |     |     |     |     |     |     |     |     |     |    |    |         |         |